# Snedställningslast
En snedställningslast är en last som påförs en idealiserad beräkningsmodell för ett mekaniskt system i syfte att beakta effekten av imperfektioner, det vill säga oavsiktliga avvikelser mellan beräkningsmodellen och det byggda mekaniska systemet. Imperfektionerna kan exempelvis härröra från oprecisa tillverkningsmetoder eller avvikelser vid montering.
Snedställningslastens storlek bör stå i proportionalitet till sannolikheten för förekomsten av imperfektioner samt till de i huvudsak övrigt verkande lasterna på systemet.
Inom byggnadsmekanik är snedställningslasten, {\displaystyle H}, ofta beräknad utifrån en vinkel, {\displaystyle \theta }, som representerar bärverkets snedställning jämfört med vad som var avsett samt de på bärverket verkande vertikala lasterna, {\displaystyle V}:
{\displaystyle H=k\theta V},
där {\displaystyle k} är en faktor för att beakta olika inspänningsförhållanden för beaktat bärverk.
I den Europeiska konstruktionsstandarden Eurokod anges mer precisa metoder för att beakta snedställningslaster. Metoderna är knutna till vilket material konstruktionen består av eftersom graden av imperfektioner varierar beroende på material. För betong återfinns metoderna i SS-EN 1992-1-1, 5.2 och för stål i SS-EN 1993-1-1, 5.3.